# Fürthen
Fürthen là một đô thị thuộc huyện Altenkirchen, trong bang Rheinland-Pfalz, phía tây nước Đức. Đô thị Fürthen có diện tích 2,2 km², dân số thời điểm ngày 31 tháng 12 năm 2006 là 1230 người.